# Xamil Khissamutdínov
Xamil Khissamutdínov (rus: Шами́ль Шамшатди́нович Хисамутди́нов)  (Uzlovaya, 20 de setembre de 1950) és un ex-lluitador rus d'origen tàtar, especialista en lluita grecoromana, que va competir sota bandera soviètica durant les dècades de 1960 i 1970.
El 1972 va prendre part en els Jocs Olímpics de Múnic, on guanyà la medalla d'or en la competició del pes lleuger del programa de lluita grecoromana. En el seu palmarès també destaquen dues medalles d'or al Campionat del món de lluita, dues d'or i una de bronze al Campionat d'Europa de lluita i quatre campionats nacionals. Una greu lesió a l'espatlla al Campionat d'Europa de lluita de 1976 va posar punt-i-final a la seva carrera esportiva i l'inici de la d'entrenador.